# L.I.G.A
L.I.G.A er en dansk urban pop-duo, oprindeligt dannet som trio i 2012 af Nicky Russell, Feras Agwa og Ihan Haydar. 

## Historie
Nicky Russell og Feras Agwa havde, uafhængigt af hinanden, igennem længere tid skrevet og udgivet sange på deres respektive online-kanaler (YouTube). De opdagede hinandens musik og begyndte efterfølgende at dele og arbejde videre med hinandens musik. Uden at have mødt hinanden sendte de deres fælles musik til den danske pladeproducer og sangskriver Chief 1, der tilbød dem at prøve og indspille det i hans studie.
Tilfældigvis var Ihan Haydar i studiet, og hun meldte sig frivilligt som trommeslager, og dermed var trioen født. Deres debut-hit var "Skylder dig ik' noget", som blev udgivet 22. april 2013.
Bandet skrev kontrakt med RE:A:CH (Chief 1 og Remee) og fik siden en distributionsaftale med Universal Music Group i Danmark.
Debutalbummet "L.I.G.A" udkom den 28. marts 2014.

### Fra trio til duo
I september 2015 blev trioen imidlertid til en duo, da Feras Agwa valgte at forlade bandet. De to tilbageværende medlemmer, Russell og Haydar, opsagde samtidigt samarbejdet med RE:A:CH og fortsatte på egen hånd som duo..
Duoen fortsatte herefter arbejdet med L.I.G.A's andet studiealbum. Første single-udgivelse "1 ud af 1 million" udkom 25. februar 2016 og var produceret af Kewan Padré (Hasan Shah, Mellemfingamuzik, Gilli, Mads Langer)..
4. november 2016 fulgte singlen "Venter op dig", hvor sangerinden Amina optrådte i duet med forsanger, Nicky Russell. Begge sange optrådte på den efterfølgende EP, "Pop", der udkom 24. marts 2017, og som udover de to sange også indeholdte numrene: "Pop", "Bedre hver for sig", "Hustler" og "Ik' mer' at gi'".
Herefter udgav bandet en række singler, blandt andet den reggae-inspirerede "Om igen" (2018) sammen med vennen og kollegaen Wafande samt julesangene "Gentleman" og "Jul igen", der udkom i henholdsvis 2020 og 2021.

## Medlemmer
- Nicky Russell, Dansk sanger, entertainer, sangskriver og duoens forsanger.
- Ihan Haydar (født 1993), trommeslager og percussionist fra Næstved af irakisk oprindelse.[13] Hun er tidligere medlem af Soluna Samays band, da hun vandt det danske Melodi Grand Prix i 2012, og var med, da Samay repræsenterede Danmark ved Eurovision Song Contest 2012 i Baku med sangen “Should've Known Better". Senere i 2022 vandt Ihan Dansk Melodi Grand Prix sammen med bandet Reddi og efterfølgende repræsenterede Danmark ved Eurovision Song Contest 2022 i Torino.

### Tidligere medlemmer
- Feras Agwa (Feras El-Sayed Agwa) er en rapper fra Roskilde med syrisk-egyptisk herkomst. I september 2015 valgte Ihan og Nicky at tage afsked med Feras, efter musikalske uoverensstemmelser i bandet, og han er nu gået solo.

## Diskografi

### Album
- "L.I.G.A" (2014)

### Singler
| År   | Titel                   | Højeste placering | Certificering                          |
| År   | Titel                   | DAN               | Certificering                          |
| ---- | ----------------------- | ----------------- | -------------------------------------- |
| 2013 | "Skylder dig ik' noget" | 8                 | - Guld (download) - Platin (streaming) |
| 2013 | "Den første gang"       | 4                 | - Platin (streaming)                   |
| 2014 | "Julia"                 | 5                 | - Guld (streaming)                     |
| 2015 | "Søvnløs"               | 5                 | Ikke-album single                      |
| 2015 | "SEXII"                 | 6                 | Ikke-album single                      |